# Manjalū
Manjalū (persiska: مَنجانلو, منجلو, Manjelū, Manjānlū, منجانلو) är en ort i Iran.   Den ligger i provinsen Golestan, i den norra delen av landet, 400 km öster om huvudstaden Teheran. Manjalū ligger 554 meter över havet och antalet invånare är 161.
Terrängen runt Manjalū är kuperad norrut, men söderut är den bergig. Runt Manjalū är det ganska glesbefolkat, med 48 invånare per kvadratkilometer. Närmaste större samhälle är Kalāleh, 11,4 km nordväst om Manjalū. I omgivningarna runt Manjalū växer i huvudsak blandskog.